# حقوق باروری
حقوق باروری به حقوق و آزادی‌های قانونی مربوط به باروری و بهداشت باروری گفته می‌شود. سازمان بهداشت جهانی، حقوق باروری را چنین تعریف می‌کند:
حقوق باروری بر مبنای به رسمیت شناختن حق اساسی تمام زوجین و افراد برای تصمیم‌گیری آزادانه و مسئولانه دربارهٔ تعداد و اختلاف سنی فرزندانشان، و برای داشتن اطلاعات و وسایل کافی برای تحقق این موضوع، و داشتن حق برای دستیابی به بالاترین استانداردهای بهداشت جنسی و باروری تعریف می‌شود. این حقوق همچنین شامل حق تمامی افراد برای تصمیم‌گیری دربارهٔ باروری عاری از هرگونه تبعیض، اجبار و خشونت می‌گردد.
حقوق باروری می‌تواند شامل برخی یا تمام موارد زیر شود:
حق سقط جنین قانونی یا بی‌خطر، حق کنترل تولد (پیشگیری از بارداری)، حق دسترسی به خدمات درمانی باروری با کیفیت، و حق آموزش و دسترسی به منظور تصمیم‌گیری و انتخاب آزادانه و آگاهانه موارد باروری.
حقوق باروری همچنین می‌تواند به این موارد گفته شود: حق دریافت آموزش دربارهٔ پیشگیری و بیماری‌های‌آمیزشی، و آزادی از عقیم‌سازی اجباری، سقط جنین و پیشگیری اجباری، و محافظت در برابر ناقص‌سازی جنسی زنان و ختنه مردان است.
حقوق باروری برای اولین بار در سال ۱۹۶۸ در جریان کنفرانس بین‌المللی حقوق بشر سازمان ملل متحد به عنوان زیر مجموعه‌ای از حقوق بشر توسعه یافت. سند غیرقابل التزام اعلامیه تهران، اولین سند بین‌المللی بود که یکی از این حقوق را طبق این جمله به رسمیت شناخت: «والدین دارای حق اساسی در انتخاب آزادانه و مسئولانه تعداد و فاصله سنی بین فرزندان خود هستند.» با این وجود، کشورها در به ثبت رساندن این حقوق طبق معاهده‌ها و اسناد قانونی و التزام‌آور بین‌المللی به کندی عمل کرده‌اند.
لارا نودسن، از فعالان حق انتخاب می‌گوید: موارد مربوط به حقوق باروری از موارد حقوقی شدیداً بحث‌برانگیز در سراسر جهان صرف نظر از سطح اقتصادی-اجتماعی، دین و فرهنگ جمعیت آن منطقه می‌باشند.

ایدز در جهان
No data
<0.10
0.10–0.5
0.5–1
1–5
5–15
15–50

| No data <0.10 0.10–0.5 0.5–1 | 1–5 5–15 15–50 |

## تاریخچه

### اعلامیه تهران
در سال ۱۹۴۵، اجبار به "ترویج… احترام جهانی و رعایت حقوق بشر و آزادی‌های اساسی برای همه مردم بدون تبعیض روی نژاد، جنسیت، زبان، یا دین " به منشور ملل متحد اضافه شد. با این حال، تعریف این حقوق در منشور ملل متحد گنجانده نشد. سه سال بعد، سازمان ملل اعلامیه جهانی حقوق بشر را به عنوان اولین سند حقوقی بین‌المللی برای تعیین حقوق بشر به رسمیت شناخت؛ ولی این اعلامیه به حقوق باروری اشاره‌ای نمی‌کند. حقوق باروری برای اولین بار در بیانیه تهران ۱۹۶۸ به عنوان زیرمجموعه حقوق بشر ظاهر شد: "والدین دارای حق اساسی در انتخاب آزادانه و مسئولانه تعداد و فاصله سنی بین فرزندان خود هستند، و حق دارند در این زمینه آموزش و اطلاعات کافی داشته باشند."
مجمع عمومی سازمان ملل متحد در اعلامیه رشد و توسعه اجتماعی ۱۹۷۴ با بیان این عبارت این حق را به رسمیت شناخت: «خانواده به عنوان پایه اولیه اجتماع و محیط طبیعی برای رشد و رفاه تمام اعضای خود، به خصوص کودکان و جوانان، باید تحت کمک و مراقبت قرار گیرد تا تمام مسئولیتهای خود را در قبال اجتماع انجام دهد. والدین منحصراً حق دارند تا آزادانه و مسئولانه تعداد و فاصله سنی فرزندان خود را انتخاب کنند.» کنفرانس بین‌المللی زنانِ سازمان ملل متحد در سال ۱۹۷۵ بر اعلامیه تهران تأکید ورزید.

## حقوق بشر
از آنجا که بیشتر معاهده‌های بین‌المللی حقوق بشر صریحاً به حقوق باروری و جنسی نمی‌پردازند، مجمعی متشکل از ان‌جی‌او‌ها، فعالین مدنی، و متخصصان سازمان‌های بین‌المللی در تلاش هستند تا تفسیری دوباره از این معاهده‌ها را با نمودی از حقوق بشر که در سطح بین‌المللی پذیرفته شده ترکیب کنند و حقوق باروری را وارد این اسناد کنند. نمونه‌ای از ارتباط بین این دو مفهوم در برنامه عمل ۱۹۹۴ قاهره ارائه شده‌است:

"حقوق باروری شامل حقوق بشر مشخصی می‌شود که هم اکنون در قوانین ملی، اسناد حقوق بشر بین‌المللی و سایر اسناد مربوط به مجمع سازمان ملل متحد به رسمیت شناخته شده‌اند. این حقوق بر به رسمیت شناختن حق اساسی تمام زوجین و افراد برای انتخاب آزادانه و مسئولانه تعداد و فاصله سنی فرزندان خود و زمان بارداری، داشتن اطلاعات و روش‌های انجام این تصمیم‌ها، و حق دستیابی به بالاترین استاندارد بهداشت جنسی و باروری استوار است. این حقوق همچنین شامل حق همگان برای تصمیم‌گیری دربارهٔ باروری بدون تبعیض، اجبار و خشونت، همانطور که در اسناد حقوق بشر بیان شده می‌شود. برای پیاده کردن این حقوق، والدین باید نیاز فرزندان فعلی و آینده خود و مسئولیت در برابر جامعه را مد نظر داشته باشند."
به همین ترتیب، سازمان عفو بین‌الملل معتقد است که تحقق حقوق باروری با تحقق یک سری از حقوق بشر به رسمیت شناخته شده، از جمله حق بر سلامتی، حق آزادی از تبعیض، حق حریم خصوصی، و حق در معرض شکنجه یا بدرفتاری نبودن ارتباط دارد. با این وجود، برخی از کشورها گنجاندن حقوق باروری در متن حقوق بشری که در سطح بین‌المللی به رسمیت شناخته شده را نپذیرفته‌اند. در کنفرانس قاهره، بسیاری از کشورها حق شرط برای مفهوم حقوق باروری یا محتوای خاص آن قائل شدند. به عنوان مثال، اکوادور در این کنفرانس بیان داشت که:

"با توجه به برنامه عمل کنفرانس بین‌المللی جمعیت و توسعه قاهره، و طبق مفاد قانون اساسی و قوانین اکوادور و هنجارهای حقوق بین الملی، هیئت اکوادور بر این اصول مندرج در قانون اساسی اکوادور مجدداً تأکید می‌کند: مصونیت زندگی، حفاظت از کودکان از زمان لقاح، آزادی وجدان و دین، محافظت از خانواده به عنوان واحد بنیادین جامعه، رفتار پدرانه مسئولانه، حق والدین برای تربیت فرزندان خود، و تدوین برنامه‌های جمعیت و توسعه توسط دولت مطابق با اصول احترام به حق حاکمیت. بدین ترتیب، هیئت اکوادور برای قبول تمام اصطلاحاتی مانند "قانونمند کردن باروری"، "توقف بارداری"، "بهداشت باروری"، "حقوق باروری" و "کودکان ناخواسته" که به هر نحو در چارچوب برنامه عمل، احتمالاً شامل سقط جنین می‌شوند، شروطی قائل می‌شود." 
کشورهای آرژانتین، جمهوری دومینیکن، السالوادور، هندوراس، مالت، نیکاراگوئه، پاراگوئه، پرو و سریر مقدس نیز شروط مشابهی برای قبول حقوق باروری قائل شده‌اند. کشورهای اسلامی از جمله برونئی، جیبوتی، ایران، اردن، کویت، لیبی، سوریه، امارات متحده عربی و یمن شروط بسیار گسترده‌ای برای قبول هر موضوعی در برنامه عمل قاهره که ممکن بود در تضاد با شریعت تفسیر شود مطرح کردند. گواتمالا حتی این سؤال را مطرح کرد که آیا این کنفرانس به‌طور قانونی قادر است حقوق بشر جدیدی معرفی کند.

## حقوق زنان
صندوق جمعیت سازمان ملل و سازمان بهداشت جهانی با تأکید بر اساس حقوق زنان، از حقوق باروری حمایت می‌کنند. در این زمینه، سازمان ملل و سازمان بهداشت جهانی بر گستره‌ای از موضوعات از دسترسی به خدمات تنظیم خانواده، آموزش جنسی، یائسگی، و کاهش خطر Obstetric fistula گرفته تا رابطه میان بهداشت باروری و وضعیت اقتصادی تمرکز می‌کند.
حقوق باروری زنان در زمینه حق آزادی از تبعیض و نیز وضعیت اقتصادی و اجتماعی زنان نیز مورد توجه قرار می‌گیرد. گروه روش‌های جایگزین توسعه برای زنان در عصر جدید، این رابطه را چنین توضیح می‌دهد:
کنترل باروری یکی از نیازها و حقوق اساسی تمام زنان است. با این که این حق به بهداشت زنان و وضعیت اجتماعی آنان و نیز ساختارهای اجتماعی قدرتمند دین، کنترل دولت و اینرسی مدیریت و همچنین سود خصوصی وابسته‌است، از منظر زنان فقیر است که این حق بهتر فهمیده و تصریح می‌شود. زنان می‌دانند که بارداری نه فقط یک پدیده شخصی که پدیده‌ای اجتماعی است؛ و ما نیز کتمان نمی‌کنیم که روند تغییر در جمعیت زمین می‌تواند تا آخر این قرن فشار قابل توجهی به منابع و سازمان‌ها وارد کند؛ ولی بدن‌های ما به سربازهایی در جنگ میان دولتها، دین‌ها، سران مذکر خانوار، و و شرکت‌های خصوصی تبدیل شده‌اند. برنامه‌هایی که منافع زنان را مد نظر قرار نمی‌دهند بعید است که موفقیت‌آمیز باشند…
تلاشهایی برای بررسی شرایط اجتماعی اقتصادی که به تحقق حقوق باروری زنان شکل می‌دهند انجام شده‌است. اصطلاح عدالت باروری به این مسائل گسترده‌تر اجتماعی و اقتصادی اشاره دارد. مدافعان عدالت باروری بحث می‌کنند که با وجود آنکه حق سقط جنین قانونی و پیشگیری از بارداری به همگان مربوط می‌شود، تنها افرادی که دارای امکانات لازم هستند می‌توانند به چنین انتخابهایی دست بزنند، و نیز آن که شکاف در حال رشدی بین دسترسی و قیمت (قابل پرداخت بودن) وجود دارد.

## حقوق مردان
سازمان‌های متعددی بحث حقوق باروری مردان را از نظر بهداشت باروری و سایر حقوق مربوط به باروری جنسی مطرح کرده‌اند. بیماری‌های‌آمیزشی، سرطان و در معرض مواد سمی بیولوژیکی بودن، سه مسئله بین‌المللی در بهداشت باروری مردان هستند.
حقوق باروری مردان از نظر حق پدری به تازگی به موضوع بحثی در آمریکا تبدیل شده‌است. نخستین بار ملانی مک کالی، وکیل اهل کارولینای جنوبی اصطلاح «سقط جنین مردانه» را در مقاله سال ۱۹۹۸ خود به کار برد. این نظریه با این فرض شروع می‌شود که وقتی زنی باردار می‌شود، می‌تواند بین سه گزینه سقط جنین، قبول به فرزندخواندگی، یا والد شدن انتخاب کند. این نظریه بحث می‌کند که از نظر قانون برابری جنسیتی، در نخستین مراحل بارداری باید حق چشم پوشیدن از تمام حقوق والدی و مسئولیت‌های مالی آینده را داشته باشد و حق انتخاب همین سه گزینه را به مادر که از قبل مطلع شده بدهد. کرن دیکراو، وکیل و یکی از رؤسای سابق سازمان ملی زنان (یک سازمان فمینیستی) از این مفهوم حمایت کرده‌است.
در سال ۲۰۰۶، مرکز ملی مردان پرونده‌ای موسوم به «دوبی در برابر ولز» را در آمریکا مطرح کرد. موضوع این پرونده این بود که در صورت بارداری ناخواسته، وقتی زن غیرمتاهل به مردی خبر می‌دهد که از سوی او حامله شده، مرد باید این فرصت را داشته باشد تا از تمام حقوق و مسئولیت‌های پدری صرف نظر کند. حمایت کنندگان این موضوع معتقدند که این کار به زنان فرصتی برای گرفتن تصمیم آگاهانه (دربارهٔ بارداری)، و به مردان حقوق باروری برابر با زنان می‌دهد. دادگاه عالی آمریکا این پرونده را رد کرد و در این باره اظهار داشت: «متمم چهاردهم (قانون اساسی ایالات متحده آمریکا) قدرت رفتار متفاوت با گروه (کلاس)های متفاوت مردم را از ایالات سلب نمی‌کند.»